# قس (فلم 1994)
قس (بالإنجليزية: Priest) هو فيلم دراما تم إنتاجه في المملكة المتحدة وصدر في سنة 1994. الفيلم من إخراج المخرجة البريطانية أنتونيا بيرد في أول أعمالها، ومن كتابة جيمي ماكغفرن، ومن بطولة توم ويلكينسون وروبرت كارليل وكاثي تايسون. يُركز سيناريو جيمي ماكغفرن على قس كاثوليكي (لينوس روتشي) وهو يعاني من قضيتين تثيران أزمة إيمان داخل الكنيسة.

## القصة
كاهن كاثوليكي شاب، الأب غريغ بيلكنغتون، ينضم إلى أبرشية داخل المدينة. ف في الاعتراف، تكشف فتاة مراهقة كيف أن والدها يتحرش بها، تاركاً الأب بيلكينغتون في مأزق. وما يثير حيرة الكاهن بنفس القدر هو ميوله الجنسية.

## الميزانية والإيرادات
تم تصوير الفيلم في عدة مواقع في ليفربول ومانشستر ولندن ومدينة بلوديلساندس. تم عرض الفيلم لأول مرة في مهرجان تورنتو السينمائي الدولي في سبتمبر 1994. وقد تم عرضه عامًا في المملكة المتحدة في 17 مارس 1995، ثم تم عرضه في الولايات المتحدة في الأسبوع التالي. افتتحت على ثماني قاعات عرض، وحصلت على 113,430 دولارًا في عطلة نهاية الأسبوع الافتتاحية، في المجمل حقق الفيلم إيرادات تقدر بـ 4.2 مليون دولار.

## قائمة الممثلين
- لينوس روتشي في دور الأب غريغ بيلكينجتون
- توم ويلكينسون في دور الأب ماثيو توماس
- روبرت كارليل في دور غراهام
- كاثي تايسون في دور ماريا كريغان
- كريستين تريماركو في دور ليزا أونسوورث
- روبرت بف في دور السيد أونسوورث
- ليزلي شارب في دور السيدة أونسوورث

## وصلات خارجية
- مقالات تستعمل روابط فنية بلا صلة مع ويكي بيانات

- قس  في قاعدة بيانات الأفلام على الإنترنت (بالإنجليزية)